# Javier Dopico Morales
Javier Dopico Morales (Màlaga, 22 de maig de 1985) és un futbolista andalús, que ocupa la posició de migcampista.

## Trajectòria
Format al planter del Màlaga CF, va destacar als equips juvenil i B, arribant a jugar un encontre de la màxima categoria a la temporada 02/03. Però, no va tenir continuïtat, ni tampoc va ser titular amb el Málaga B els anys següents. A la temporada 05/06 seria cedit a la UD Mérida.
Des que deixa l'equip malagueny el 2007, la carrera del migcampista ha prosseguit per conjunts de Segona Divisió B i Tercera. Milita als equips illencs de la Unió Esportiva Ibiza-Eivissa i de l'Atlètic Balears. La temporada 09/10 retorna a Andalusia, per militar al CD Ronda.